# Muriel Evans
Pour les articles homonymes, voir Evans.
Muriel Evans, née Muriel Adele Evanson le 20 juillet 1910 et morte le 26 octobre 2000, est une actrice américaine. Elle est surtout connue pour ses nombreuses apparitions dans les westerns des années 1930 pour lesquelles elle remporte un Golden Boot Awards.

## Début de carrière
Evans est née à Minneapolis, dans le Minnesota, de parents norvégiens. Son père meurt quand elle n'a que deux mois, obligeant sa mère à déménager en Californie pour trouver du travail, où la mère d'Evans prend un emploi comme femme de ménage aux Studios First National. Elle passe ses après-midis sur les plateaux de cinéma et est vite remarquée par un membre du studio. Il l'a présente au réalisateur Robert Z. Leonard, qui lui donne un petit rôle aux côtés de Corinne Griffith en 1926 dans le film Mademoiselle Modiste. Elle continue en allant à l'école au lycée Hollywood High School et en obtenant des rôles dans des productions théâtrales et des films muets.
En 1929, Evans est co-star dans le film de cinéma muet, Good Night Nurse et de Joyland, mettant en vedette Lupino Lane. Peu de temps après la fin de Joyland, Evans met sa carrière d'actrice entre parenthèses afin de terminer l'école. En juillet 1929, Evans annonce ses fiançailles avec Michael J. P. Cudahy, le petit-fils de Michael Cudahy, l'un des fondateurs de la Cudahy Packing Company. Ils se marient le 7 juillet 1929 à Riverside, en Californie. Evans et Cudahy voyagent de par le monde et s'installent à Paris. En 1930, ils retournent aux États-Unis et Evans demande le divorce. Leur divorce est finalisé en octobre 1930. Evans, qui a renoncé à sa carrière pendant son mariage, fait son retour à Hollywood, signe un contrat à la MGM et recommence à faire des films.
En mars 1932, Evans (et 11 autres actrices) remportent un concours de beauté se déroulant sur deux jours et parrainé par Paramount Pictures, à la suite de  quoi elle jouéent dans six films, notamment Young Ironsides avec Charley Chase et Les Sans-Soucis avec Laurel et Hardy. Elle joue dans huit autres courts-métrages avec Chase avant sa mort en 1940.
Le succès de Evans est dû en grande partie à la qualité de sa voix. Elle fait une transition en douceur entre Cinéma muet au cinéma parlant, et pendant les années 1930, Evans continue à travailler de façon continue. Elle apparait dans le film de Frank Capra L'Extravagant Mr. Deeds, L'Ennemi public no 1 avec Clark Gable et William Powell, et Un cœur, deux poings avec Myrna Loy. Vers le milieu des années 1930, Evans commence à être co-star dans des westerns aux côtés de Tom Mix, John Wayne et Tex Ritter. Elle joue également dans trois films de la série Hopalong Cassidy aux côtés de William Boyd, et dans sept westerns avec Buck Jones.

## Fin de carrière
En 1936, Evans se marie avec un agent du théâtre, Marshall R. Worchester. À ses 30 ans, elle prend sa retraite en tant qu'actrice. L'une de ses dernières apparitions filmiques survient en 1946, dans le court-métrage de Pete Smith, Studio Visit. Peu après sa retraite, Evans et son mari s'installent à Washington, DC. Au cours de la décennie suivante, elle joue dans quatre émissions de radio et dans l'émission de télévision Hollywood Reporter. En 1951, le couple déménage à nouveau pour rentrer à Hollywood, bien qu'Evans n'aie jamais repris sa carrière d'actrice. Enfin, le couple achete une propriété à Tarzana, en Californie, où Evans essaie d'exercer dans l'immobilier.
Après la mort de son mari, en 1971, Evans commence à travailler comme infirmière bénévole au Motion Picture and Television Country House and Hospital à Woodland Hills, à côté de chez elle. Après avoir subi un AVC en 1994, elle devient résidente dans le complexe en question et dîne souvent avec les collègues avec lesquelles elle a travaillé, dont Anita Garvin. En 1999, Evans apparaît dans son dernier film, un documentaire en 2000 intitulé I used to be in pictures, dans lequel elle est l'une des nombreuses anciennes actrices et acteurs qui se rappellent leur expérience dans l'industrie du cinéma.

## Mort
Le 26 octobre 2000, Muriel Evans meurt des suites d'un cancer du côlon au Motion Picture and Television Country House and Hospital non loin de chez elle, à Woodland Hills, en Californie. Elle est alors âgée de 90 ans.

## Filmographie
| Année | Titre                       | Rôle                          | Notes                                               |
| ----- | --------------------------- | ----------------------------- | --------------------------------------------------- |
| 1928  | Wife Trouble                | Court métrage                 |                                                     |
| 1929  | Good Night Nurse            | Court métrage                 |                                                     |
| 1929  | Joyland                     | Court métrage                 |                                                     |
| 1932  | Young Ironsides             |                               | Court métrage                                       |
| 1932  | Les Sans-soucis             | Épouse d'Eddie Wrong          | Court métrage                                       |
| 1932  | Hot Spot                    | Court métrage                 |                                                     |
| 1932  | Girl Grief                  | Court métrage                 |                                                     |
| 1932  | Now We'll Tell One          | Muriel Evans                  | Court métrage                                       |
| 1932  | Mr. Bride                   | Court métrage                 |                                                     |
| 1933  | Fallen Arches               | Muriel Gilbert                | Court métrage                                       |
| 1933  | Fast Workers'               | Infirmière                    |                                                     |
| 1933  | Nature In the Wrong         | Muriel                        | Court métrage Titre alternatif :Tarzan In the Wrong |
| 1933  | His Silent Racket           | Muriel                        | Court Métrage                                       |
| 1933  | Arabian Tights              | Mlle Evans                    | Court métrage                                       |
| 1933  | Thundering Taxis            | Mme Blacker                   | Court métrage                                       |
| 1933  | Broadway to Hollywood       | Servante                      | Non créditée Titre alternatif : Ring Up the Curtain |
| 1933  | Un cœur, deux poings        | Linda                         | Titre alternatif: Every Woman's Man                 |
| 1933  | Le Tourbillon de la danse   | Fille du chœur                | Non créditée                                        |
| 1933  | The Women in His Life       | Molly                         |                                                     |
| 1933  | La Reine Christine          | Serveuse de l’Hôtel           | Non créditée                                        |
| 1934  | Heat Lightning              | Jolie Blonde                  |                                                     |
| 1934  | L'ennemi public no 1        | Tootsie Malone                |                                                     |
| 1934  | The Big Idea                | Honey, la fiancée de Ted      | Court métrage                                       |
| 1934  | Hollywood Party             | Fêtarde                       | Non créditée                                        |
| 1934  | Attention Suckers           | Observatrice de Manifestation | Court métrage                                       |
| 1934  | Jours Heureux               | Bébé                          |                                                     |
| 1934  | Miracle d'amour             | Helen, secrétaire de Schauber |                                                     |
| 1935  | The Roaring West            | Mary Parker                   | Série de films                                      |
| 1935  | The Throwback               | Muriel Fergus                 |                                                     |
| 1935  | The New Frontier            | Hanna Lewis                   |                                                     |
| 1935  | Nurse to You!               | Muriel Chase                  | Court métrage                                       |
| 1936  | Silver Spurs                | Janet Allison                 | Titre alternatif : Silverspurs                      |
| 1936  | Call of the Prairie         | Linda McHenry                 |                                                     |
| 1936  | La Rivière écarlate         | Belle Jackson                 |                                                     |
| 1936  | L'Extravagant Mr Deeds      | Theresa                       | Non créditée                                        |
| 1936  | Le Cavalier mystère         | Mary Stevens                  |                                                     |
| 1936  | Two-Fisted Gentleman        | June Prentice                 |                                                     |
| 1936  | Missing Girls               | Dorothy Benson                | Titre alternatif : When Girls Leave Home            |
| 1936  | House of Secrets            | Julie Kenmore                 |                                                     |
| 1936  | Under Your Spell            | Gouvernante                   | Non créditée                                        |
| 1936  | The Boss Rider of Gun Creek | Starr Landerson               |                                                     |
| 1936  | Ten Laps to Go              | Norma Corbett                 | Titre alternatif : King of the Speedway             |
| 1936  | Don't Be Like That          | La Fidèle Épouse              | Court métrage                                       |
| 1937  | Rich Relations              | Trixie Lane                   |                                                     |
| 1937  | Headline Crasher            | Edith Arlen                   |                                                     |
| 1937  | Smoke Tree Range            | Nan Page                      |                                                     |
| 1937  | Rustlers' Valley            | Agnes Randall                 |                                                     |
| 1937  | Law for Tombstone           | Nellie Gray                   |                                                     |
| 1937  | Boss of Lonely Valley       | Retta Lowrey                  |                                                     |
| 1939  | Dog-Gone                    | Miriam Jones                  | Court métrage                                       |
| 1939  | Home Boner                  | Mrs. Errol                    | Court métrage                                       |
| 1939  | The Rookie Cop              | Fern, LA copine de Joey       | Titre alternatif : Swift Vengeance                  |
| 1939  | Chicken Feed                | Petite Amie                   | Court métrage                                       |
| 1939  | Westbound Stage             | Joan Hale                     |                                                     |
| 1940  | Roll, Wagons, Roll          | Ruth Benson                   | Titre alternatif : Roll Covered Wagon               |